# Термосфера
Термосферата е слой от земната атмосфера, който се намира между мезосферата и екзосферата. В този слой ултравиолетовата радиация причинява йонизация (вижте: йоносфера).
Името на слоя идва от гръцкото θερμός (термос, топлина) и започва от височина 80 км над Земната повърхност. На такава височина разредените атмосферни газове се подреждат в слоя според своята молекулна маса. Термосферната температура нараства с увеличаване на височината заради абсорбирането на слънчевата радиация, заради малкото кислород, който все още присъства. Температурата зависи от слънчевата активност и може да се повиши до 2000 °C или повече. Радиацията зарежда електрично частиците в този слой. Екзосферата започва от 200 км и достига до 500 км, където атмосферата се смесва с космоса.
Малкото частици в тази област могат да достигнат температура 2500 °C през деня. Въпреки високата температура, човек няма да изпита чувство за топлина, защото частиците са прекалено близо до космическия вакуум и почти нямат контакт с други повърхности и съответно не могат да предават топлина. Нормален термометър би отчел температура 0 °C.
Горният регион на този слой се нарича йоносфера.
Динамичността на долната атмосфера (под 120 км) се определя от атмосферния прилив, който е причинен от големите дневни температури.
Международната космическа станция има стабилна орбита в горната част на термосферата в границата между 320 и 380 км. Полярното сияние също се образува в този слой.